# Губеня Ярослав Петрович
Губеня Ярослав Петрович (30 березня 1965 — † 9 вересня 1984) — радянський військовик, учасник афганської війни.

## Життєпис
Народився 30 березня 1965 року в м. Сарни, в сім'ї робітника. Поступив навчатися до Сарненської середньої школи № 1 імені Т. Г. Шевченка в 1972. Закінчив вісім класів у 1980 році. По закінченню поступив навчатися до теперішнього Сарненського ВПУ № 22, де впродовж 1980–1983 років опановував професію механізатора меліоративних робіт.
23 жовтня 1983 був призваний до лав Радянської армії.
Загинув 9 вересня 1984 року.

## Нагороди
- орден Червоної Зірки (посмертно)